# 롤론다 와츠

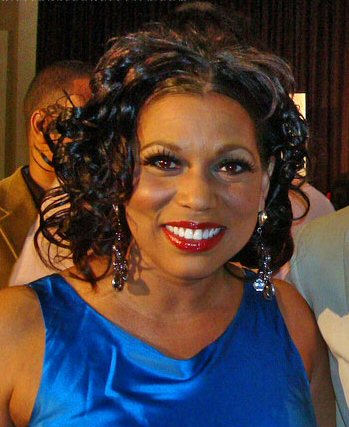

롤론다 와츠(Rolonda Watts, 1959년 7월 12일 ~ )는 미국의 TV 사회자, 배우, 텔레비전 배우, 영화배우이다.

## 영화
- 시스터 코드 (2015년)
- 리턴 투 바빌론 (2013년)
- 브로큰 로드 (2012년) - 셜리 역
- 어 마더스 러브 (2011년) - 레지나 역
- 25 힐 (2011년)
- 제7의 천국 (1996년)
- 비앤비 (1987년)
- 우리 생애 나날들 (1965년)